# قاعدة (درعيات)
القاعدة جزء من مكونات شعار الدولة.